# Буткович, Дино
Ди́но Бу́ткович (хорв. Dino Butkovič; 30 сентября 1992) — хорватский биатлонист. Участник чемпионатов и Кубка мира, серебряный призёр чемпионата мира среди юниоров 2013 года.

## Спортивная карьера
Дебют Дино Бутковича на соревнованиях международного класса состоялся 14 декабря 2008 года на втором этапе Кубка IBU в Обертиллиахе, где он в спринте занял 165 место из 175 стартовавших. В сезоне 2008/2009 он принял участие ещё в шести гонках на Кубке IBU. Лучшим результатом стало 57 место, занятое в спринте в Осрблье. В сезоне 2009/2010 участвовал только в четырёх гонках Кубка IBU, наивысшим достижением стало 99 место. В сезоне 2010/2011 стартовал в четырёх гонках Кубка IBU, лучшим достижением стало 42 место в спринте в Банско.
На чемпионате мира среди юниоров 2011 года в индивидуальной гонке занял 59 место, в спринте не финишировал.
Принимал участие во взрослом чемпионат мира 2011 года в Ханты-Мансийске, где в спринте и индивидуальной гонке занимал места во второй сотне, также как и на чемпионатах мира 2012 и 2013 годов. На чемпионате мира 2012 года в Рупольдинге, помимо спринта и индивидуальной гонки, стартовал в эстафете в составе сборной Хорватии, заняв в итоге 29-е место.
В сезоне 2012/13 принимал участие в этапах Кубка мира, лучшим результатом стало 76-е место в спринте на этапе в Осло. За свою карьеру не набирал очков в зачёт Кубка мира и Кубка IBU.
Наивысший результат в карьере показал на чемпионате мира среди юниоров 2013 года в Обертиллиахе, где стал серебряным призёром в индивидуальной гонке. Кроме того, на летнем чемпионате мира среди юниоров 2013 года в Форни-Авольтри стал вторым в спринте и третьим — в гонке преследования.
После сезона 2013/14 не принимает участия в международных соревнованиях.